# Михайлова, Александра Алексеевна
Александра Алексеевна Миха́йлова (28 сентября [10 октября] 1902 — ?), советский учёный в области фотохимии. Лауреат Сталинской премии второй степени (1950). Член КПСС с 1953 года.

## Биография
А. А. Михайлова родилась 28 сентября (10 октября) 1902 года. Кандидат химических наук (1947). С 1935 года работала в НИКФИ. Её труды, выполненные под руководством К. В. Чибисова, посвящены вопросам фотографической чувствительности киноплёнок, физико-химическим свойствам желатины и фотографической эмульсии. За исследование природы светочувствительности и механизма процессов, протекающих при синтезе фотографических эмульсий (изложены в журнале «Труды НИКФИ», 1948) присуждена Сталинская премия второй степени (1950).